# Hijacking

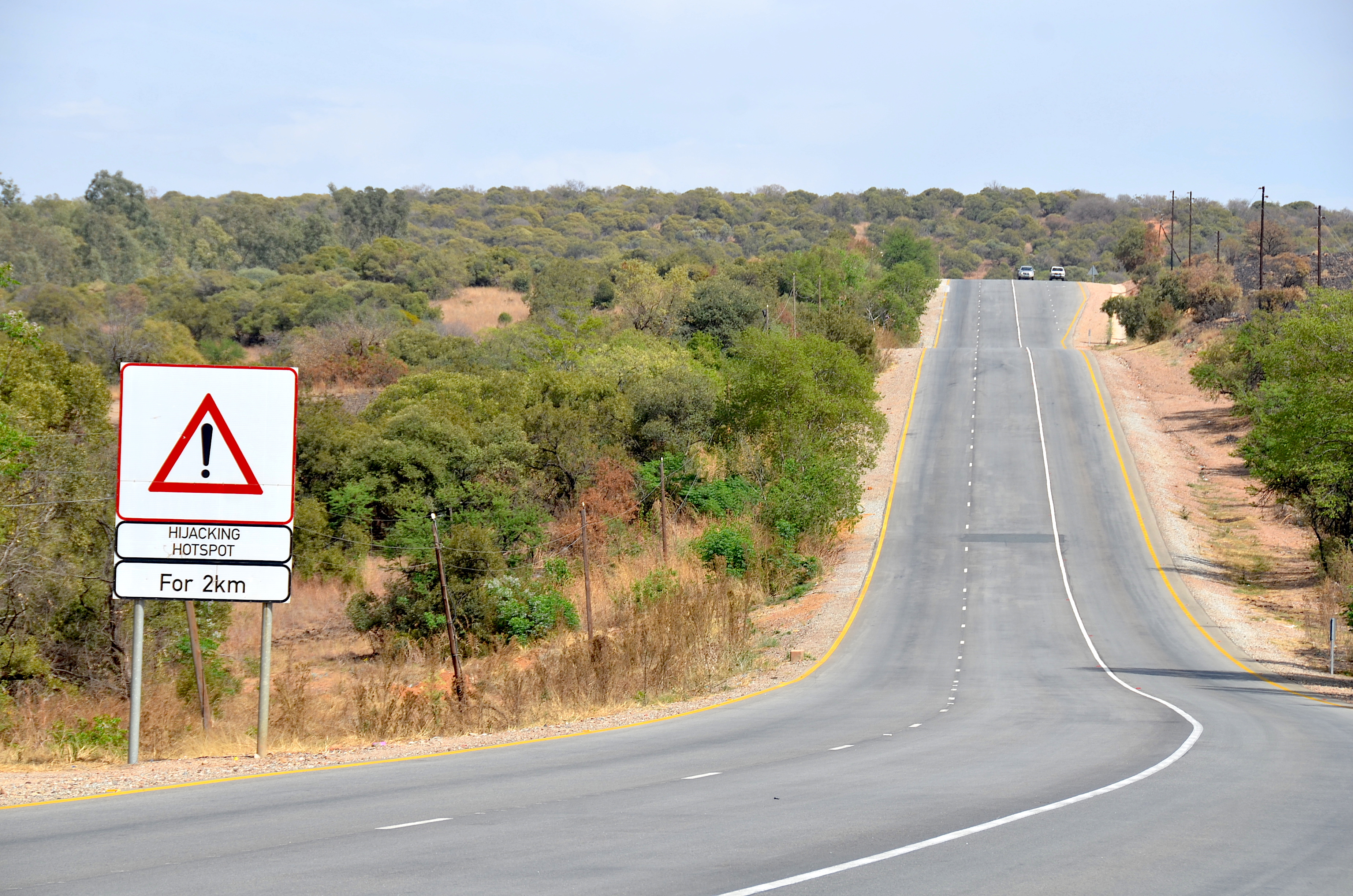
Hijacking Hotspot in Südafrika

Hijacking (engl. hijacking) bezeichnet eine gewaltsame Übernahme, Entführung oder Beraubung. Der Begriff bezieht sich ursprünglich vor allem auf Flugzeugentführungen oder die Entwendung eines Fahrzeugs unter Androhung von Gewalt (siehe Carjacking). Gegenwärtig wird vor allem im Zusammenhang mit dem Internet von Hijacking gesprochen.

## Hijacking im Internet
Im Sprachgebrauch des Internets bezeichnet Hijacking die Übernahme einer Internetdomäne bzw. der Inhalte einer Domäne oder eines Benutzerkontos (z. B. Mail, eBay, Amazon, Facebook etc.). Im Falle der mehr oder minder legalen Übernahme eines Domänennamens wird dies auch als Domaingrabbing bezeichnet. Werden die Inhalte durch Hacker-Techniken verändert, spricht man auch von Defacement.
Folgende Auswahl zeigt, welche Vorgänge im Besonderen unter den Begriff fallen:
- Domain-Name-Hijacking – Versuch, durch Klage oder ähnliche rechtliche Maßnahmen den Namen einer Internetdomäne zu erhalten
- DNS-Hijacking – mutwillig falsche Antworten auf DNS-Anfragen
- Network-Hijacking – Übernahme eines schlecht geschützten Servers im Internet bzw. in einem WLAN, dabei wird oft der eigentliche Besitzer des Servers ausgesperrt
- Typing-Error-Hijacking bzw. Type-Writing-Hijacking – Versuch, Benutzer auf eine Webseite zu locken, indem ähnliche oder sich durch Tippfehler ergebende Namen einer sehr bekannten Webseite verwendet werden
- Browser-Hijacking – Änderung der Startseite bzw. der Suchseite eines Browsers auf eine vom Benutzer nicht gewünschte Seite durch ein bösartiges Programm.
- Suchmaschinen-Hijacking – Das Verweisen auf eine URL im HTTP-Header. Es wird dabei dynamisch auf Seiten verlinkt. Der Code 302 signalisiert dem Browser, dass die Inhalte an eine andere URL verschoben wurden. Dies führte aber durch einen Bug  in der Suchmaschine von Google dazu, dass die verlinkten Seiten aus dem Index entfernt wurden.
- TCP-Hijacking – Erfolgreiche Übernahme bzw. Unterbrechung einer TCP-Verbindung durch das Erraten der auf eine Sequenznummer folgenden Acknowledgmentnumber. Oftmals werden zugleich Spoofing-Techniken eingesetzt, um die Verbindung zu übernehmen. Der Absender wird dabei auf ein falsches Ziel umgelenkt oder zwar auf das eigentliche Ziel, jedoch über den Rechner des Angreifers als Zwischenhändler der Verbindung (Man-in-the-Middle-Angriff).
- History-Hijacking – Erfolgreiche Übernahme der Browser-History: Durch eine bekannte Sicherheitslücke wird es Seitenbetreibern ermöglicht, das bisherige Surfverhalten ihrer Besucher auszuspionieren. Ebenso können Dritte durch History Stealing entsprechenden Code auf Seiten platzieren und im großen Stil Informationen sammeln.[1]
- Clickjacking – Technik, bei der ein Computerhacker die Darstellung einer Internetseite überlagert und dann deren Nutzer dazu veranlasst, scheinbar harmlose Mausklicks und/oder Tastatureingaben durchzuführen.

Weitere Beispiele sind Session Hijacking oder DLL Hijacking.